# ジュディス・リッチ・ハリス
ジュディス・リッチ・ハリス（Judith Rich Harris、1938年2月12日 - 2018年12月29日）はアメリカ合衆国の心理学者。親は子の発達にとって最も重要な要因であるという信念を批判し、それらを否定する証拠を提示した『子育ての大誤解』（早川書房、2000年/ 上下、ハヤカワ文庫、2017年）の著者である。

## 経歴
ハリスは幼い時代を、両親がアリゾナ州に落ち着くまで、アメリカの各地を移住しながら送った。タクソン高校を出たあとアリゾナ大学、ブランダイス大学に入り、1959年に優等で卒業した。1961年にハーバード大学で心理学の修士を取得した。1961年にチャールズ・S・ハリスと結婚し、二人の娘（一人は養子）を得た。現在は4人の孫がいる。
1977年に慢性の自己免疫疾患を経験した。狼瘡と全身性強皮症と診断された。

### 業績
1970年代後半に、後年the journal Perception and Psychophysicsに載ることになる二つの論文の基礎となる数学的な視覚情報処理モデルを開発した。
1981年以降、ハリスは発達心理学のテキスト執筆に焦点を合わせた。1984年にロバート・リーバートと共同で『The Child』を、1992年には『Infant and Child』を執筆した。
1994年に、ハリスは子どもの発達について、家族よりもピアグループ（同年代の友人・仲間たちとの関係）に焦点を当てた新しい理論を提唱した。この理論は、基礎心理学における傑出した著作として1995年にアメリカ心理学会からジョージ・ミラー賞を受賞する論文の基盤となった。皮肉なことに、ジョージ・ミラーは1960年にハリスの「独創性と独立性」がハーバードの基準に合わないとして、ハリスを博士課程から除籍した心理学部長である。

### 子育ての大誤解
ハリスの最も有名な業績は、1998年に出版された『子育ての大誤解』（邦訳は2000年）である。本書はハーバード大学の心理学者スティーブン・ピンカーの薦めによって書かれ、ピンカーは序文を書いている。ハリスはこの本で、人の人格が主に両親にどう育てられたかで決まるという考えに挑戦している。彼女は親の子育て環境の影響を示すと主張する研究を調べ、ほとんどの研究が遺伝的影響の考慮を怠っていると主張する。例えば、攻撃的な親から攻撃的な子が育ちやすいとしても、親の子育ての影響を支持する証拠とはならない。遺伝を通して攻撃性を受け継いでいるかも知れない。多くの養子は養父母の個性とわずかな相関関係しか示さず、一度もしつけを受けたことのない実の両親との間に顕著な相関関係を持つ。
個性における遺伝の役割は、精神の研究において無視されてきたわけではなかった。しかしながら、一卵性双生児（全ての遺伝子を共有する）の人格ですら全く同じというわけではないので、遺伝が全てではない。そして心理学者は、非遺伝的な要因とは親の養育である、と仮定する傾向があった。しかし多くの双生児研究は、家庭環境と個性の間に相関関係を見いだすことはできなかった。一卵性双生児は共に育つか、離れて育つかに関係なく、彼らの差異は同じ程度の範囲内に収まる。養兄弟は無関係の子ども同士と同じくらい似ていない。またハリスは出生順が人格に与える影響にも反対する。「出生順効果は目の端にうつるもののようだ。近づいてよく見ようとすると消えてしまう。それが見つかるまでデータの再分析を繰り返すことで、出生順効果は保たれ続ける」
ハリスの最も革新的な考え方は、家族の外に注目し、子どもの人格を形成する重要な要因としてピアグループを挙げた点である。例えば、移民の子どもは容易に彼らの祖国（彼らの親の祖国ではなくて）の言葉を覚え、親のアクセントではなく仲間たちのアクセントで話す。ハリスは、子どもは親よりも級友や遊び仲間を自分と同一視し、ピアグループに適するように振る舞いを変え、そしてこれが個人の人格形成に最終的な影響を与えると主張する。
同書はいくつかの指摘に反して、「両親は重要ではない」とは述べていない。また深刻な虐待やネグレクトを弁護してもいない。ハリスは、特に子どもの幼少期において、親には子どもの仲間集団を選ぶ重要な役割があると指摘した。そしてもちろん、両親は家庭環境と親子の人間関係を通して子どもに影響を与える。
『子育ての大誤解』は様々な評価を受けた。スタンフォード大学の神経学者ロバート・サポルスキーは彼女の本が「堅い科学に基づいている（実証主義的である）」と述べている。スティーブン・ピンカーは本書が「心理学史において転換点と見なされるようになるだろう」と予測する。しかしテンプル大学のフランク・ファーリーはこう述べる。「彼女は限られたデータに基づいて、極端な立場に立っている。彼女の理論は不条理で、もし親がこの馬鹿げた考えを信じたら何が起こるか考えてみよ」。環境がIQに与える影響を調査しているカーネル大学のウェンディ・ウィリアムズはこう主張する。「両親が子どもの認知能力と振る舞いにどのような影響を与えられるかを示す良い研究が、たくさんたくさんある」。ハーバード大学のジェローム・ケイガンは、ハリスが「この本の結論と矛盾するいくつかの重要な事実を無視する」と指摘している。
批判者の一部は、ハリスが「育ち」を、「氏と育ち」に関して議論してきた心理学者が用いてきた伝統的な「育ち」と異なる意味に定義すると指摘する。これらの批判者は「育ち」が親子関係だけでなくあらゆる環境的インプットを含めなければならないと主張する。
普通の学校に子どもたちを行かせ、テレビやビデオゲームの前で彼らが時間をつぶすことを許す現代のアメリカの親たちは、子どもたちと過ごす時間が少ないために、当然ながら他の要因が子どもに与える影響は重要で、おそらく親より大きい物になる可能性がある。
ハリスは彼女の本が両親のネグレクトや児童虐待を支持しているという見方を拒絶する。そして「あなたに子どもたちの人格を形成する望みがないとしても、あなたが友人やパートナーに親切にするのと同じ理由で」子どもたちを良く扱うべきだと主張する。「あなたの曾祖父母は子育て神話を信じていなかったけれど、同じ理由から彼らの子どもたちに親切だった」。

### No Two Alike
『No Two Alike: Human Nature and Human Individuality（同じものは二つと無い：人の本性と個性）』は2006年2月に出版された。ハリスは、なぜ人の個性がそれぞれ異なっているのか、同じ家で育った一卵性双生児でさえ同じでないのはなぜかの説明を試みる。そして人間関係、社会化、ステータスという三つの異なったシステムが人の個性を形成すると提案する。またNo Two Alike は子育ての大誤解のアイディアのいくつかを拡張し、またいくつかの批判への回答を試みている。

## 特筆すべき出版物
- Harris, J. R., & Liebert, R. M. (1984, 1987, 1991). The Child: Development from Birth through Adolescence.  Prentice Hall, ISBN 978-0-131-31046-9
- Harris, J. R., Shaw, M. L., & Altom, M. J. (1985). Serial position curves for reaction time and accuracy in visual search: Tests of a model of overlapping processing. Perception & Psychophysics, 38, 178-187.
- Harris, J. R. (1995). Where is the child's environment? A group socialization theory of development. Psychological Review, 102, 458-489.
- Harris, J. R. (1998). The nurture assumption: Why children turn out the way they do.  Free Press, ISBN 978-068-484409-1.
- Harris, J. R. (2000). Socialization, personality development, and the child's environments. Developmental Psychology, 36, 699-710.
- Harris, J. R. (2000). Context-specific learning, personality, and birth order. Current Directions in Psychological Science, 9, 174-177.
- Harris, J. R. (2002, January 17). Why do people believe that birth order has important effects on personality? The Nurture Assumption Web Site. Retrieved 2007-08-27
- Harris, J. R. (2006). Parental selection: A third selection process in the evolution of human hairlessness and skin color. Medical Hypotheses, 66, 1053-1059.
- Harris, J. R. (2006). No Two Alike: Human Nature and Human Individuality.  W.W. Norton, ISBN 978-0-393-05948-9